# Saison 2012 du Yokohama F·Marinos
Maillots
Dernière mise à jour : 9 décembre 2012.
Chronologie
Saison précédente Saison suivante
La saison 2012 du Yokohama F·Marinos est la 20e saison du club en première division du championnat du Japon.

## Compétitions

### Championnat
La Japan League 2012 est la quarante-septième édition de la première division japonaise, la vingtième sous l'appellation J. League. Elle oppose les dix-huit meilleurs clubs du Japon en une série de trente-quatre journées. Le championnat débute en mars 2012 et s'achève en décembre de la même année. 
Les meilleurs de ce championnat se qualifient pour la compétition continentale qu'est la Ligue des Champions de l'AFC. Le nombre de qualifiés en Ligue des Champions via le championnat, de trois à quatre, varie en fonction du vainqueur de la coupe nationale, la coupe de l'Empereur. De plus, le vainqueur du championnat, Sanfrecce Hiroshima, se qualifie pour la coupe du monde des clubs, qui se déroule au Japon au mois de décembre.

#### Journée 11
Le déplacement au Sanfrecce Hiroshima comptant pour la onzième journée se déroule sous une affluence de 12 073 spectateurs. Malgré l'ouverture du score des joueurs du Sanfrecce dans les toutes premières minutes, les hommes de Yasuhiro Higuchi s'imposent finalement trois buts à un.

#### Journée 28
Le Vegalta Sendai, pour le compte de la 28e journée, profite du faux-pas du Sanfrecce Hiroshima à l'extérieur contre le Yokohama F·Marinos pour revenir à trois points du Sanfrecce. Aucun des deux gardiens adverses n'encaisse de but.
| Rang | Équipe              | Pts | J  | G  | N  | P  | Bp | Bc | Diff |
| ---- | ------------------- | --- | -- | -- | -- | -- | -- | -- | ---- |
| 1    | Sanfrecce Hiroshima | 64  | 34 | 19 | 7  | 8  | 63 | 34 | +29  |
| 2    | Vegalta Sendai      | 57  | 34 | 15 | 12 | 7  | 59 | 43 | +16  |
| 3    | Urawa Red Diamonds  | 55  | 34 | 15 | 10 | 9  | 47 | 42 | +5   |
| 4    | Yokohama F·Marinos  | 53  | 34 | 13 | 14 | 7  | 44 | 33 | +11  |
| 5    | Sagan Tosu P        | 53  | 34 | 15 | 8  | 11 | 48 | 39 | +9   |
| 6    | Kashiwa Reysol T C  | 52  | 34 | 15 | 7  | 12 | 57 | 52 | +5   |
| 7    | Nagoya Grampus      | 52  | 34 | 15 | 7  | 12 | 46 | 47 | -1   |
| 8    | Kawasaki Frontale   | 50  | 34 | 14 | 8  | 12 | 51 | 50 | +1   |
| 9    | Shimizu S-Pulse     | 49  | 34 | 14 | 7  | 13 | 39 | 40 | -1   |
| 10   | FC Tokyo P          | 48  | 34 | 14 | 6  | 14 | 47 | 44 | +3   |
| 11   | Kashima Antlers L   | 46  | 34 | 12 | 10 | 12 | 50 | 43 | +7   |
| 12   | Júbilo Iwata        | 46  | 34 | 13 | 7  | 14 | 57 | 53 | +4   |
| 13   | Omiya Ardija        | 44  | 34 | 11 | 11 | 12 | 38 | 45 | -7   |
| 14   | Cerezo Osaka        | 42  | 34 | 11 | 9  | 14 | 47 | 53 | -6   |
| 15   | Albirex Niigata     | 40  | 34 | 10 | 10 | 14 | 29 | 34 | -5   |
| 16   | Vissel Kobe         | 39  | 34 | 11 | 6  | 17 | 41 | 50 | -9   |
| 17   | Gamba Osaka         | 38  | 34 | 9  | 11 | 14 | 67 | 65 | +2   |
| 18   | Consadole Sapporo P | 14  | 34 | 4  | 2  | 28 | 25 | 88 | -63  |

Qualifications
- 1er : barrage de la Coupe du monde des clubs 2012
- 1er, 2e, 3e et C (ou 4e) : phase de groupes de la Ligue des Champions 2013

Relégation
- 16e, 17e et 18e : J.League 2 2013

Abréviations
- T : Tenant du titre
- P : Promu de J.League 2 2011
- C : Vainqueur de la Coupe de l'Empereur 2012
- L : Vainqueur de la Coupe de la Ligue 2012

### Coupe de l'Empereur
La coupe de l'Empereur 2012 est la 92e édition de la Coupe du Japon, c'est une compétition à élimination directe (7 tours) mettant aux prises des clubs de football amateurs et professionnels à travers le Japon. Elle oppose 88 équipes du 1er septembre 2012 au 1er janvier 2013. Elle est organisée par la Fédération japonaise de football.
Le vainqueur de cette coupe décroche une place qualificative l'année suivante pour la Ligue des Champions de l'AFC, équivalent asiatique de la Ligue des champions de l'UEFA européenne.
Le Yokohama F·Marinos est éliminé sur sa propre pelouse par le Kashiwa Reysol en demi-finale sur le score de zéro but à un.

### Coupe Nabisco
La coupe Nabisco 2012 est la 20e édition de la Coupe de la Ligue japonaise, organisée par la JFA, elle oppose les 18 équipes de Japan League du 20 mars 2012 au 3 novembre 2012.
Le vainqueur se qualifie pour la Coupe Suruga Bank.
Placé dans le groupe B en compagnie du Shimizu S-Pulse, du Kashima Antlers, du Albirex Niigata, du Omiya Ardija, du Consadole Sapporo et du Vissel Kobe, le F·Marinos se retrouve dans un groupe moins compliqué comparé au groupe A. 
| Rang | Équipe             | Pts | J | G | N | P | Bp | Bc | Diff |  | Résultats (▼ dom., ► ext.) | S-P | ANT | ALB | F·M | OMI | CSD | VIS |
| ---- | ------------------ | --- | - | - | - | - | -- | -- | ---- |  | -------------------------- | --- | --- | --- | --- | --- | --- | --- |
| 1    | Shimizu S-Pulse    | 15  | 6 | 5 | 0 | 1 | 12 | 4  | +8   |  | Shimizu S-Pulse            |     |     | 1-0 | 1-0 | 3-1 |     |     |
| 2    | Kashima Antlers    | 15  | 6 | 5 | 0 | 1 | 10 | 5  | +5   |  | Kashima Antlers            | 2-1 |     |     |     | 1-0 |     | 2-0 |
| 3    | Albirex Niigata    | 10  | 6 | 3 | 1 | 2 | 6  | 5  | +1   |  | Albirex Niigata            |     | 0-1 |     |     |     |     | 1-0 |
| 4    | Yokohama F·Marinos | 5   | 6 | 1 | 2 | 3 | 7  | 9  | -2   |  | Yokohama F·Marinos         |     | 3-2 | 0-0 |     | 4-3 | 1-2 |     |
| 5    | Omiya Ardija       | 5   | 6 | 1 | 2 | 3 | 7  | 10 | -3   |  | Omiya Ardija               |     |     |     | 1-1 |     | 1-1 | 1-0 |
| 6    | Consadole Sapporo  | 5   | 6 | 1 | 2 | 3 | 6  | 11 | -5   |  | Consadole Sapporo          | 0-4 | 1-2 | 0-1 |     |     |     |     |
| 7    | Vissel Kobe        | 4   | 6 | 1 | 1 | 4 | 6  | 10 | -4   |  | Vissel Kobe                | 1-2 |     |     | 3-2 |     | 2-2 |     |

## Équipementiers, sponsors et maillots
L'équipementier du Yokohama F·Marinos est Adidas, en 2012, il précède à Nike qui était l'équipementier du club.
Le club de Yokohama est sponsorisé par Nissan.